# Jurij Mieszkow
Jurij Oleksandrowycz Mieszkow (ur. 25 października 1945 w Synelnykowe, obwód dniepropetrowski, zm. 29 września 2019) – krymski polityk, prezydent Autonomicznej Republiki Krymu (1994–1995).

## Życiorys
W latach 1994–1995 był prezydentem Autonomicznej Republiki Krymu w tym czasie wchodząc w konflikt z krymskim parlamentem. Urząd utracił po zniesieniu stanowisko prezydenta autonomii przez Radę Najwyższą Ukrainy, której częścią była Autonomiczna Republika Krymu. Jako prezydent  opowiadał się za zbliżeniem z Rosją, nadaniem mieszkańcom półwyspu rosyjskiego obywatelstwa oraz wprowadzeniem rubla. Po usunięciu z urzędu prezydenta do 2011 przebywał w Rosji. W 2011 powrócił na Ukrainę nawołując do zmiany władz  oraz przywrócenia konstytucji Krymu (został wówczas zatrzymany i wydalony z pięcioletnim zakazem wjazdu na Ukrainę). Po aneksji Krymu przez Federację Rosyjską w 2014 po raz kolejny powrócił na Krym. 1 września 2019 doznał udaru mózgu podczas pobytu w Turcji. Zmarł 29 września 2019.